# Adam Müller (Politiker, 1814)
Adam Müller (* 14. Dezember 1814 in Gerhardsbrunn; † 20. Mai 1879 in München) war ein deutscher Landwirt und Politiker. Er galt als besonders gebildeter Landwirt, in seiner Heimat auch „Bauern-Pestalozzi“ genannt.

## Leben
Müller war der einzige Sohn von Valentin Müller und seiner Frau Anna Maria, geborene Pfeiffer, und verbrachte seine Jugend auf dem elterlichen Hof. 1833 nutzte er einen längeren Aufenthalt nahe Metz zu Sprachstudien. In Morhange unterrichtete er sich selbst in Deutsch und Musik. Nach seiner Rückkehr auf den väterlichen Hof bildete er sich neben der Arbeit in vielen Bereichen wie Physik, Mathematik, Geometrie und Botanik. 1842 heiratete er Anna Maria Höh. Ab 1858 war er auch Bürgermeister seiner Heimatgemeinde, wie schon sein Vater und Großvater zuvor.
Er versuchte stets, sein Wissen für die Landwirtschaft nutzbar zu machen. Bereits sein erstes landwirtschaftliches Lehrbuch (1845) machte ihn weit über die Pfalz hinaus bekannt. Von 1846 bis 1850 war er Redakteur der Rheinischen Zeitschrift für Landwirtschaft.
1848 wurde er Wahlkommissär in Martinshöhe. Für den Wahlkreis Zweibrücken zog er 1848 in den bayerischen Landtag ein, dem er bis zu seinem Austritt 1864 angehörte. Er trat aus dem Landesparlament aus, um Lehrer an der landwirtschaftlichen Abteilung der Kreisgewerbeschule Kaiserslautern zu werden. In München lernte er auch Justus von Liebig kennen, der ihn 1865 als Generalsekretär des Landwirtschaftlichen Vereins Bayerns vorschlug. Ferner war er Organisator der Landwirtschaftsschauen bei den Weltausstellungen von Paris (1867) und Wien (1873) und Dozent der landwirtschaftlichen Abteilung am Polytechnikum München.
1868 wurde ihm das Ritterkreuz I. Klasse des Verdienstordens vom Heiligen Michael verliehen.